# Dithürambosz
A dithürambosz (ógörög διθύραμβος) (latinosan ditirambus) Dionüszosz egyik epitheton ornansa, de elsősorban az istenség tiszteletére előadott kardaltípus, az ókori görög költészet és zene egy műfaja.
A szó elsőként a Kr. e. 7. század elején, Arkhilokhosz egy töredékében fordul elő. Arkhilokhosz szóhasználata egy előénekes és kórus által előadott énekre utal. Állandó formáját valószínűleg Areión alakította ki Kr. e. 600 körül; Hérodotosz ismeretei szerint ő volt az első, aki dithüramboszt szerzett, illetve nevezett el. A hagyomány szerint Laszosz, aki talán bizonyos újításokat is alkalmazott a stíluson, vezette be Athénban a dithüramboszversenyeket a  Kr. e. 6. század végén. Ezeken a tíz athéni phülé mindegyike egy-egy 50 tagú férfikórussal és ugyanekkora fiúkórussal szerepelt. Az előadás megszervezéséről egy „producer”, a khorégosz gondoskodott, ő fizette a költő, valamint a kórus betanítója, a khorodidaszkalosz és az auloszon játszó zenei kísérő, az aulétész tiszteletdíját. A nyertes produkció szerzőjének nevét sosem jegyezték fel, a versenyen a phülék, nem a művek mérkőztek meg. Dithürambosz előadás több athéni ünnepen, a Dionüszia, a Thargélia, a Panathénaia, a Prométheia és a Héphaesztia alkalmából is volt.
Arisztotelész Poétikájában az antik tragédiát a dithüramboszból eredezteti.
A Kr. e. 5. század első felének legsikeresebb dithüramboszköltői Szimónidész, Pindarosz és Bakkhülidész voltak. Fennmaradt szövegeik alapján feltételezik, hogy a dithürambosz versritmusában, strofikus felépítésében nem tért el különösebben a többi lírai kardaltól.
A Kr. e. 5. század második felében a dithürambosz műfaja az „új zene” mozgalmának egyik kísérleti terepe lett, ahol a költészet egyre inkább a zene alárendeltjévé vált. Az új irányzat költőit gyakran komédiákban figurázták ki: Pherekratész egy töredéke 
felsorolja a női alakban megszemélyesített Muzsika által elszenvedett bántalmazásokat és a fő elkövetők, köztük Kinésziasz, Melanippidész, Timotheosz és Philoxenosz dithüramboszköltők nevét. A dithürambosz eredeti triadikus szerkezetét astrofikus forma váltotta fel, a hangsúly a zene felé tolódott el, melyben merész, meglepő hangszeres hatások is szerepet kaptak. Szókincse egyre bonyolultabbá, nyelvezete egyre nehezebben érthetővé vált.
A klasszikus kor után dithüramboszokat még a Kr. e. 2. századig adtak elő.